# Patrick Ott
Patrick Oliver Ott (* 7. Februar 1967 in Würzburg) ist deutscher Politiker (CSU, FDP, jetzt parteilos). Er war von 1990 bis 1994 Mitglied des ersten Sächsischen Landtags und damit einer von nur vier aus Westdeutschland stammenden Abgeordneten im ersten sächsischen Landtag nach dem Fall der Mauer.
Seit 2020 ist er Erster Bürgermeister der Gemeinde Baierbrunn im Landkreis München. 

## Biografie

### Ausbildung und Beruf
Ott machte 1986 sein Abitur am Gymnasium Icking und schloss 1988 eine Lehre zum Bankkaufmann bei der Bayerischen Vereinsbank ab. Danach war er geschäftsführender Gesellschafter der Tentec GmbH. Von 1995 bis 1997 studierte er Politikwissenschaft, Rechtswissenschaften und Wirtschaftsgeschichte an der Ludwig-Maximilians-Universität München und schloss mit dem Magister ab. Von 1998 bis 1999 war er Visiting Fellow an der Harvard Graduate School for Arts and Sciences (GSAS), gefolgt von einem „double-degree“-Programm an der Harvard Law School und an der Harvard John F. Kennedy School for Gouvernement, welches er mit einem Abschluss in International Taxation und Master of Public Administration beendete.
Nach seiner Tätigkeit als Abgeordneter wechselte er in die Privatwirtschaft.

### Politik
Zwischen 1983 und 1989 war Ott in der Jungen Union (JU) und der CSU tätig. Von 1984 bis 1989 war er Ortsvorsitzender der JU Baierbrunn und stellvertretender Kreisvorsitzender. Im Jahr 1989 wechselte Ott zur FDP, wo er 1990 stellvertretender Landesvorsitzender der Jungliberalen Aktion Sachsen wurde und im gleichen Jahr über den vierten Platz der FDP-Landesliste in den Sächsischen Landtag einzog. Dort war er einer von nur vier aus Westdeutschland stammenden Abgeordneten und gehörte dem Ausschuss für Bundes- und Europaangelegenheiten und dem Ausschuss für Kultur und Medien an. Im Jahr 1996 trat er wieder aus der FDP aus und erneut der CSU bei. 2018 trat er aus der CSU wieder aus. Zur Kommunalwahl in Bayern am 15. März 2020 trat er als Bürgermeisterkandidat der ÜWG (Überparteilichen Wählergruppe) in Baierbrunn an und wurde in der Stichwahl am 29. März 2020 mit 61,2 % der Stimmen gewählt.